# Pyton czarnogłowy
Pyton czarnogłowy (Aspidites melanocephalus) – gatunek węża z rodziny pytonów (Pythonidae).

## Występowanie
Australia (Terytorium Północne, Queensland i Australia Zachodnia).

## Tryb życia
Nocny tryb życia. Żywi się głównie gadami, czasem ptakami i ssakami.

## Ochrona
Podobnie jak inne pytony, gatunek ten jest chroniony międzynarodową konwencją CITES (załącznik II) oraz odpowiednimi przepisami Unii Europejskiej.